# Viktor Schwarzmann
Viktor Schwarzmann (* 19. Oktober 1912 in Sonntag; † 30. November 1990 in Feldkirch)  war ein österreichischer Politiker (SPÖ). Schwarzmann war von 1966 bis 1969 für die SPÖ Abgeordneter zum Vorarlberger Landtag und von 1969 bis 1974 vom Landtag entsandtes Mitglied des österreichischen Bundesrates.

## Ausbildung und Beruf
Viktor Schwarzmann wurde am 19. Oktober 1912 als Sohn von Felix und Elisabeth Schwarzmann in der Großwalsertalergemeinde Sonntag geboren. Nach dem Besuch der Volksschule in Braz und der Hauptschule in Bregenz absolvierte er eine Ausbildung zum staatlich geprüften Stenotypisten an der Handelsschule Lustenau. Von 1926 bis 1933 arbeitete Viktor Schwarzmann zunächst am elterlichen Bauernhof mit, ehe er im Jahr 1933 wegen vorangehender Arbeitslosigkeit Berufssoldat beim österreichischen Bundesheer wurde. In den Kriegsjahren 1939 bis 1945 befand sich Schwarzmann darauffolgend als Soldat der deutschen Wehrmacht im Kriegseinsatz. 1944 erlitt Schwarzmann dabei eine schwere Kriegsverletzung, die ihn frontuntauglich machte. 
Nach der Rückkehr aus dem Krieg übersiedelte Viktor Schwarzmann mit seiner 1939 gegründeten Familie nach Lochau, der Heimatgemeinde seiner Frau Mathilde, und trat schließlich in den Dienst des Arbeitsamts Bregenz ein, wo er bis zu seiner Pensionierung 1974 bis zum Fachinspektor aufstieg.

## Politische Karriere
Direkt nach der Rückkehr aus dem Kriegseinsatz trat Viktor Schwarzmann im Jahr 1945 der neu gegründeten Sozialistischen Partei bei, deren Schriftführer und stellvertretender Ortsparteivorsitzender in Lochau er wurde. Ab 1946 engagierte sich Viktor Schwarzmann politisch als Mitglied der Gemeindevertretung in seiner neuen Heimatgemeinde Lochau. Von 1949 bis 1981 übte Schwarzmann das Amt des Ortsparteivorsitzenden in Lochau aus, 1950 wurde er von der Gemeindevertretung zum Gemeinderat gewählt. 
Am 30. März 1966 wurde Viktor Schwarzmann schließlich erstmals als Abgeordneter zum Vorarlberger Landtag angelobt. Er folgte dabei seiner verstorbenen Parteikollegin Anna Mayr nach und wurde Mitglied im Landwirtschaftlichen und im Sozialpolitischen Ausschuss des Landtags. Schwarzmann blieb bis zum Ende der 20. Legislaturperiode des Landtags Mitglied desselben und schied nach der Landtagswahl in Vorarlberg 1969 in der ersten Sitzung des neu gewählten 21. Vorarlberger Landtags am 29. Oktober 1969 aus. In derselben Sitzung wurde er für eine Legislaturperiode – bis zum 2. Juli 1974 – vom Vorarlberger Landtag in den Bundesrat nach Wien entsandt. Ab 1974, dem Jahr seiner Pensionierung, fungierte er als Obmann des Pensionistenverbands Vorarlberg.